# Барон Местон
Барон Местон из Агры в Индийской империи и Данноттара в графстве Кинкардиншир — наследственный титул в системе Пэрства Соединённого королевства. Он был создан 29 ноября 1919 года для индийского государственного служащего сэра Джеймса Местона (1865—1943). Последний занимал должность губернатора Соединённых провинции Агра и Ауд (1912—1918). Также он был председателем и президентом Либеральной партии Великобритании (1936—1943).
По состоянию на 2025 год носителем титула являлся его внук, Джеймс Местон, 3-й барон Местон (род. 1950), который стал преемником своего отца в 1984 году. Нынешний лорд Местон — адвокат и судья, а в 2023 году вернулся в палату лордов, как избранный наследственный пэр.

## Бароны Местон (1918)
- 1918—1943: Джеймс Скорджай Местон, 1-й барон Местон (12 июня 1865 — 7 октября 1943), младший сын Джеймса Местона из Абердина[1];
- 1943—1984: Дугал Местон, 2-й барон Местон (17 декабря 1894 — 2 января 1984), второй (младший) сын предыдущего[2];
- 1984 — настоящее время: Джеймс Местон, 3-й барон Местон (род. 10 февраля 1950), старший сын предыдущего[3];
  - Наследник титула: достопочтенный Томас Джеймс Дугал Местон (род. 21 октября 1977), единственный сын предыдущего[4].